# Gerots Zoltán
Gerots Zoltán (Budapest, 1956. augusztus 4. –) magyar zeneszerző, orgonaművész, kártyajáték-
fejlesztő.

## Életpályája
Művész-értelmiségi családba született, édesapja: Geróts Sándor festőművész csodagyermekként került Rudnay Gyula rektor külön kívánságára a Királyi Képzőművészeti Akadémiára; édesanyja, Kontra (Róza) Ilona művelődési és oktatási felügyelőként dolgozott a kerületi Tanács főosztályán.
Gerots hat évesen, hegedűn kezdte zenei tanulmányait, majd a matematika/fizika tagozatos középiskolás évek mellett zeneszerzést és orgonajátékot tanult. A középiskolás éveiben váratlanul felbukkanó, majd édesapja műtermében zongorát gyakorló féltestvér-bátyja, Sándor hatására végül az asztrofizikus/kozmológus pálya helyett a zenei pályafutás mellett döntött.
Indíttatásában nagymértékben közrejátszott Dávid Gyula dodekafon hegedű-zongora szonátájának, Olivier Messiaen orgonaműveinek valamint Bartók Béla utódainak: Viski János, Szervánszky Endre, Szőnyi Erzsébet műveinek megismerése, betanulása.
A komolyzenei tanulmányai alatt a hetvenes években kibontakozó rock, jazz-rock és
progresszív rock irányzatok ugyanakkor olyannyira felkeltették a figyelmét, hogy az Emerson, Lake & Palmer, a Collegium Musicum és az SBB együttesek nagylemezeinek megismerése
után megalakította a saját billentyűs-basszusgitáros-dobos trióját: a Szintézist.
Első albumuk, a „Honvágy a csillagokba” 1977-ben készült a Magyar Rádió Stúdiójában, Gerots mellett Pócs Tamás játszott basszusgitáron, Ablonczay Tibor dobokon. A lemezt követően egyetemi klubokban, színházakban léptek fel, majd a szintén progresszív rockzenét játszó Solaris együttesbe távozó Pócs Tamás helyére Fáy Krisztina, az első magyar női zenekar, a Vadmacskák sztárja került – nem véletlenül. Gerots ugyanis nagyon szerette volna, ha a megszokott basszusgitár mellett mély vonóshangszer kerül a Szintézisbe, Fáy Krisztina pedig nem csak „rocksztár”, hanem csellóművész is volt eredetileg… Már vele és Ablonczayval készült a Magyar Filmgyár gondozásában „Egy este a Fél 10-ben” című élő felvételük, mely után már külföldi meghívásokat is kaptak. A magyarországi rendszerváltozást követő jazz- blues- rockklub boomnak köszönhetően rendkívüli mennyiségű koncertet adtak, nemritkán évi 300 fölött volt ezek száma. Ekkor már Németh Miklós, majd Szabó Blöró István ült a dobok mögött. A magyar progresszív zenéket kiadó Periferic Records ekkor figyelt fel igazán a Szintézisre, s kiadta 2000-ben az „Utolsó háború” című cédéjüket. Ezután már saját kiadásban készült az újabb nagyívű alkotás: a „Jézus a városban” című album.
A Szintézisen kívül Gerots rádiójátékokat és filmzenéket is írt, közreműködött kiállítás-megnyitókon, valamint turnézott olyan nagyságokkal, mint Lipcsey Edit operett-primadonna,
Paudits Béla színművész vagy Deák Bill Gyula „blues-király”.
Gerots Zoltán zeneszerzői és előadóművészi tevékenysége mellett aktívan részt vett a Magyarországon kibontakozó kártya-életben: versenyzőként 26 bajnoki címet nyert, fejlesztőként pedig sok-sok kártyajáték versenyformáját megalkotta, leginkább a klasszikus tarokkjáték sportszintű változatának, a „royal tarokknak” a kifejlesztése érdekelte. Kezdettől, majd hét évig volt a magyar országos ultibajnokság versenyigazgatója, több, mint harminc évig a Magyar Royal Tarokk Egyesület elnöke. E mellett bridzs, tarokk, ulti rovatot szerkesztett vezető újságoknál (Magyar Nemzet, Magyar Hírlap, Kurír, Demokrata stb.) és főszerkesztője volt a Tarokkélet c. havilapnak. Két önálló szakkönyve: Royal tarokk (2002); és a Royal 20 éve (2004) jelent meg, valamint társszerzője volt a Magyar Tudományos Akadémia Kártyalexikonának (2008).

## Zenei albumai
- Honvágy a csillagokba (eredeti címe: Száguldás az új csillaghoz, 1977);
- Próbatétel (Egy este a Fél 10-ben, 1991)
- Utolsó háború (2000)
- Jézus a városban (2002).

## Kártyajáték-fejlesztései
- royal tarokk (páros),
- rauber tarokk (hárman játszható),
- stroffen tarokk (kétszemélyes),
- bahner tarokk (kétszemélyes),
- tarokk pasziánsz,
- altiansz (az alsós, az ulti és a preferánsz szintézise).